# نیکون ای‌اف-اس دی‌ایکس زوم-نیکور ۱۶–۸۵میلی‌متر اف/۳٫۵–۵٫۶جی آی‌اف-ئی‌دی وی‌آر
نیکون ای‌اف-اس دی‌ایکس زوم-نیکور ۱۶–۸۵میلی‌متر اف/۳٫۵–۵٫۶جی آی‌اف-ئی‌دی وی‌آر (به انگلیسی: Nikon AF-S DX Zoom-Nikkor 16-85mm f/3.5-5.6G IF-ED VR) نام لنز دوربین عکاسی از نوع زوم است که توسط شرکت نیکون تولید می‌شود. فاصلهٔ کانونی این لنز ۱۶ تا ۸۵ میلی‌متر و ضریب اف آن اف ۳٫۵ تا ۵٫۶ تا اف ۲۲ تا ۳۶ است.